# Malopolská cesta svatého Jakuba
Malopolská cesta svatého Jakuba, polsky Małopolska Droga św. Jakuba, představuje historickou svatojakubskou poutní cestu (dnes mezinárodní turistická trasa a cyklotrasa). Začíná v Sandoměři nebo alternativně v Tarnobrzegu a vede přes Szydlów, Krakov do Szczyrku (okres Bílsko-Bělá). Trasa dále navazuje na další úseky a končí ve španělském poutním místě Santiago de Compostela. Jejím počátkem je kostel svatého Jakuba v Sandoměři a vede přes Svatokřížské vojvodství, Malopolské vojvodství a Slezské vojvodství.

## Další informace
Trasa navazuje na jiné komunikace ve Slezsku a na Moravě, a nakonec na trasy v České republice, Německu, Francii a Španělsku. Budoucí plány zahrnují otevření úseku z Lublinu do Sandoměře.

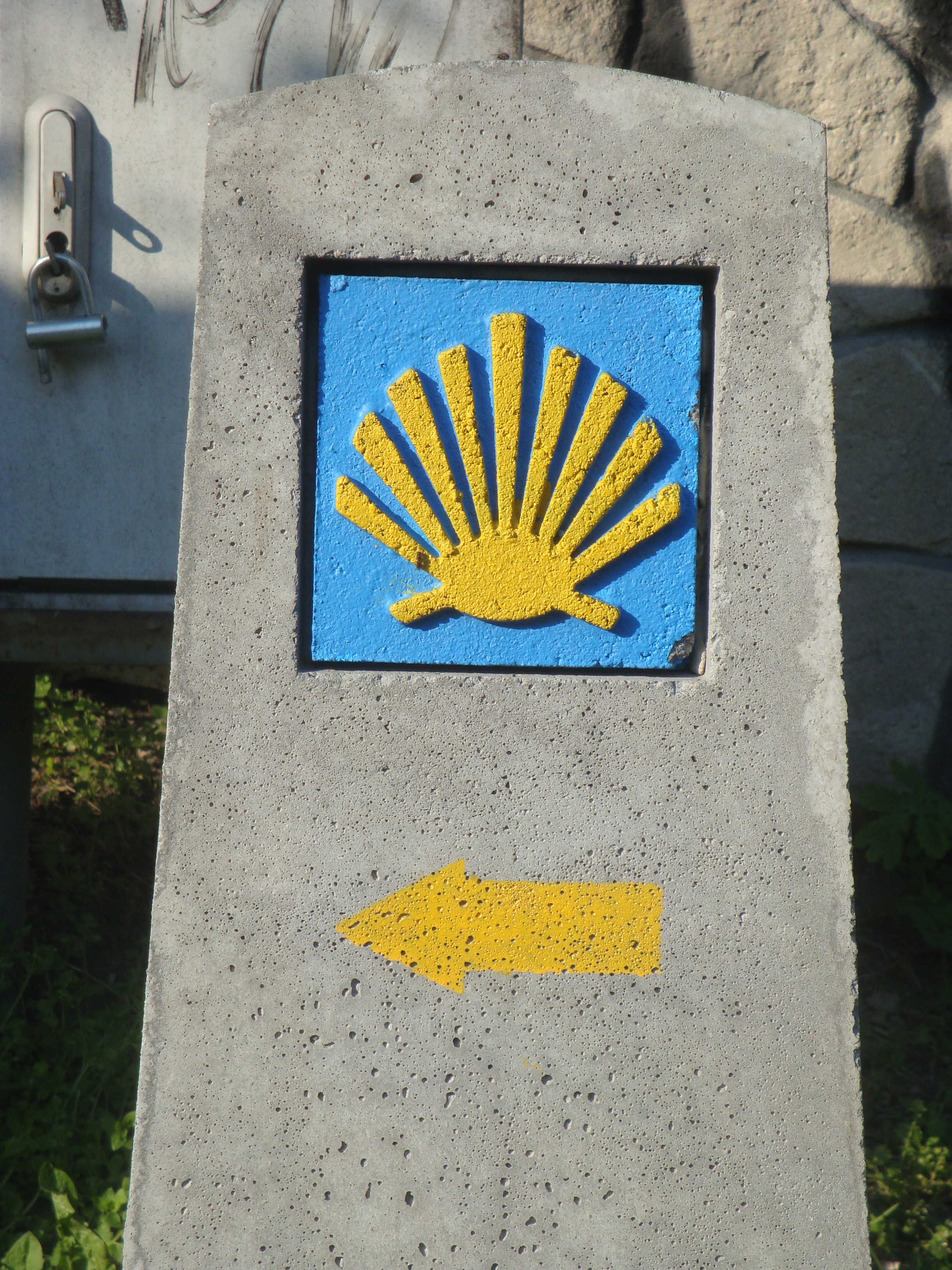
Symbol stezka